# 鈴木洋邦
鈴木 洋邦（すずき ひろくに、1941年〈昭和16年〉2月9日 - ）は、日本の政治家、元千葉県君津市長（3期）。元千葉県議会議員。

## 来歴
千葉県君津市出身。千葉大学園芸学部卒。
造園土木会社社長となり、1995年、千葉県議会議員に当選する。県議を3期務め、2006年、君津市長選挙に立候補し、5人の争いを制し、初当選する。2010年は無投票で再選。
2014年は福祉・保健・医療分野などを中心に、2期8年の実績を強調し、築き上げた人脈を生かした東京五輪関連施設の誘致なども訴え、元市議ら2人を破って三選した。2018年に退任した。